# Gesa Felicitas Krause
Gesa Felicites Krause (Alemanya, 3 d'agost de 1992) és una atleta alemanya, especialista en la prova de 3000 m obstacles, amb la qual ha aconseguit ser medallista de bronze mundial en 2015.
Al Mundial de Pequín 2015 guanya la medalla de bronze en els 3000 m obstacles, després de la kenyana Hyvin Jepkemoi i la tunisenca Habiba Ghribi.